# The Wrong Mans
The Wrong Mans («Os homemes errados») é uma série de televisão de comédia dramática britânica, transmitida pela BBC Two, e criada e escrita por Mathew Baynton e James Corden. A série foi co-produzida com o provedor de televisão online norte-americano Hulu, e estreou na BBC Two em 24 de setembro de 2013 e a 11 de novembro de 2013 nos Estados Unidos.

## Sinopse
A história apresenta Sam Pinkett (Mathew Baynton) e Phil Bourne (James Corden), dois homens que seguem uma rotina monótona num escritório. Mas a vida dos dois sofre uma reviravolta quando, na cena de um terrível acidente de carro, o telemóvel de uma das vítimas toca. Sam decide atender, o que leva a dupla a se envolver numa conspiração criminosa. Mesmo estando no lugar errado, na hora errada e dotados das habilidades erradas, cabe à dupla salvar o mundo!

## Elenco
- Mathew Baynton como Sam Pinkett
- James Corden como Phil Bourne
- Sarah Solemani como Lizzie Green
- Tom Basden como Noel Ward
- Paul Cawley como Alan
- Chandeep Uppal como Sabrina
- Dawn French como Linda Bourne
- Nick Moran como Nick Stevens
- Emilia Fox como Scarlett Stevens
- David Calder como Mr. Reid
- Benedict Wong como Mr Lau
- Andrew Koji como Jason Lau
- Christina Chong como May Wu
- Dougray Scott como Agente Jack Walker
- Stephen Campbell Moore como Paul Smoke
- Karel Roden como Marat Malankovic
- Duncan Pow como Petr
- Alec Utgoff como Yuri
- Rebecca Front como Cox